# Обершёна
Обершёна (нем. Oberschöna) — община в Германии, в земле Саксония. Подчиняется административному округу Хемниц. Входит в состав района Средняя Саксония. Население составляет 3567 человек (на 31 декабря 2010 года). Занимает площадь 44,22 км².
Коммуна подразделяется на 6 сельских округов.